# Karlheinz Effenberger
Karlheinz Effenberger (* 10. August 1928 in Raspenau, Tschechoslowakei; † 2. Mai 2009 in Schwerin) war ein deutscher Maler und Grafiker.

## Leben
Karlheinz Effenberger absolvierte eine Lehre als Zimmermann und Bauzeichner und arbeitete danach in seinem Beruf, zuletzt von 1950 bis 1952 in einem Dresdener Projektierungsbüro. 1953 bis 1956 besuchte er die Arbeiter- und Bauern-Fakultät an der Hochschule für Bildende Künste Dresden und erwarb das Abitur. 1956 bis 1961 studierte er an der Hochschule bei Erich Fraaß, Lea Grundig und Hans-Theo Richter. Nach dem Studienabschluss zog Effenberger mit seinen Künstlerfreunden, den Malern Gerhard Floß, Horst Holinski und Hannes Meier, die bis 1963 als „Kollektiv Bannewitz“ zusammenarbeiteten, 1961 nach Schwerin, wo er bis zu seinem Tod lebte und als selbständiger Maler und Grafiker arbeitete.
Effenberger hatte eine bedeutende Zahl von Einzelausstellungen und Ausstellungsbeteiligungen, u. a. 1967/1968, 1972/1973, 1977/1978 und 1987/1988 an der Deutschen Kunstausstellung bzw. den Kunstausstellungen der DDR in Dresden. In der DDR erhielt Effenberger für seine Werke mehrere Auszeichnungen, darunter 1969 die Verdienstmedaille der DDR, 1986 die Johannes-R.-Becher-Medaille in Gold, 1965, 1968 und 1971 den Fritz-Reuter-Kunstpreis des Rates des Bezirkes Schwerin sowie 1988 den Architekturpreis der DDR. Er war 1966–1974 Vorsitzender des Bezirksverbandes Schwerin des Verbandes bildender Künstler der DDR, 1969–1974 Mitglied der Bezirksleitung der SED und seit 1976 Abgeordneter des Kulturbundes im Bezirkstag Schwerin.
Anlässlich seines Todes sagte 2009 die Oberbürgermeisterin von Schwerin, Angelika Gramkow: „Mit Sachverstand und Einfühlungsvermögen engagierte sich Karlheinz Effenberger im gesellschaftlichen und vor allem auch im politisch-künstlerischen Leben.“

## Werk

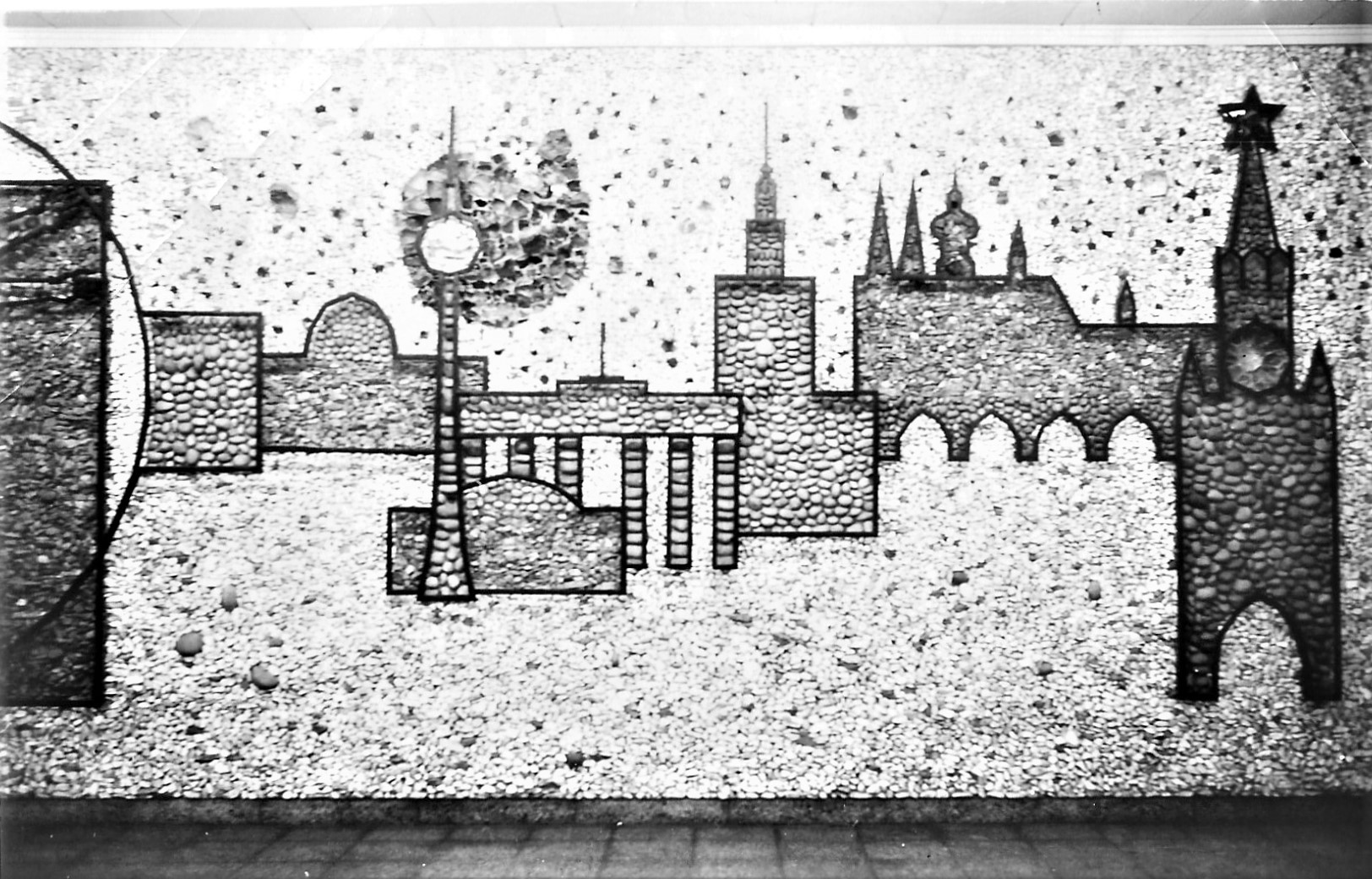
Schule Lützow, Symbole der Bauten in den sozialistischen Hauptstädten des RGW, 1968

Effenberger trat vor allem mit grafischen Arbeiten hervor, u. a. als Buchillustrator, Plakatkünstler und als Illustrator von Programmheften des Mecklenburgischen Staatstheaters Schwerin. In den letzten Jahren nahmen „Materialbilder“ aus Holz, Metall, Glas und anderen Fundstücken einen bevorzugten Platz in seinem künstlerischen Schaffen ein. Baugebundene Kunst schaffte er mit einem Wandbild in der Polytechnische Oberschule Theodor Körner in Lützow, bei dem Feldsteine, Glas und Schmiedeeisen für die Gestaltung der Hauptstadtbauten der sozialistischen Staaten des RGW verarbeitet wurden.

## Werke (Auswahl)

### Druckgraphik
- Zyklus Der Mensch lebt durch den Kopf. (1966, Lithografien, ausgestellt 1967/1968 auf der VI. Deutschen Kunstausstellung in Dresden)[3]
- Zyklus Über die Gewohnheit des Denkens. (1966, Lithografien)[4]

### Illustrationen
- Schweriner Geschichte(n). mit begleitenden Versen von Ulrich Völkel. Hrsg. FDGB Bezirksvorstand Schwerin, 1972 (anlässlich der 14. Arbeiterfestspiele der DDR)
- Schweriner Kalenderei 1160–1985. Hrsg. Rat der Stadt Schwerin, 1984

## Einzelausstellungen (Auswahl)
- 1966, 1978, 1988: Schwerin, Staatliches Museum (Aquarelle und Druckgrafik)
- 1998: Schwerin, Kunstkaten des Freilichtmuseums Schwerin-Mueß (Grafiken, Aquarelle, Plakate, Kuriositäten)
- 2008: Schwerin, Schleswig-Holstein-Haus „Zeichen meines Lebens“ (zum 80. Geburtstag)

## Schriften (Auswahl)
- In den Gezeiten. Eine Lebensbetrachtung. Eigenverlag, Schwerin 1995.
- Umtriebiges. Gedanken, Reflexionen, Notate, Anekdoten. 1998.
- Zeichen meines Lebens. Eigenverlag, Schwerin 2008.